# Paranthrene cyanogama
Paranthrene cyanogama is een vlinder uit de familie wespvlinders (Sesiidae), onderfamilie Sesiinae.
Paranthrene cyanogama is voor het eerst wetenschappelijk beschreven door Meyrick in 1930. De soort komt voor in het Oriëntaals gebied.